# Karim Bagheri
Karim Bagheri (persisch کریم باقری; * 24. Februar 1974 in Täbris) ist ein ehemaliger iranischer Fußballspieler, der zuletzt in den Diensten von Persepolis Teheran stand.

## Karriere

### Verein
Der Mittelfeldspieler Bagheri begann das Fußballspielen bei Teraktorsazi Täbris und kam über die Station Keshavarz FC zu Persepolis Teheran. Hier wurde er schnell Liebling der Fans und machte durch eine gute Spielweise auf sich aufmerksam. Zur Saison 1997/1998 wechselte er schließlich zusammen mit seinem Nationalmannschaftskameraden Ali Daei zum damaligen Bundesligisten Arminia Bielefeld.
Bagheri erzielte in seiner ersten Bundesligasaison in 18 Spielen drei Tore, konnte damit aber auch den Abstieg der Arminia in die 2. Bundesliga nicht verhindern. Während Daei nach dieser Saison zum FC Bayern München wechselte, verblieb Bagheri in Bielefeld. Er erspielte sich in der Saison 1998/99 einen Stammplatz auf der Liberoposition und war mit seinen zwei Toren in 22 Ligaspielen am Aufstieg Bielefelds am Ende der Saison beteiligt.
In der folgenden Erstligasaison 1999/2000 kehrte Bagheri bereits innerhalb der Spielzeit zurück zu Persepolis Teheran, von wo er direkt an Al-Nasr Sports Club Dubai in den Vereinigten Arabischen Emiraten auf Leihbasis transferiert wurde. Gründe für diesen Transfer aus der Bundesliga waren zum einen in persönlichen Differenzen zwischen Bagheri und dem Verein zu finden. Zum anderen war dem zu dieser Zeit finanziell angeschlagene Verein der gut dotierte Vertrag Bagheris zu teuer geworden, sodass der Spieler nicht länger finanziert werden konnte.
Durch seine guten Leistungen in der Bundesliga waren englische Fußballvereine auf ihn aufmerksam geworden und so wechselte Bagheri kurzzeitig nach dem Wechsel zu Al-Nasr zum Premier-League-Klub Charlton Athletic. Hier spielte er aber in einer gesamten Saison lediglich 15 Minuten und wechselte nach einer Saison zu Al-Sadd in Katar. Wiederum nach nur einer Saison kehrte Bagheri zu seinem Stammverein Persepolis Teheran zurück. Dort spielte er bis zu seinem Karriereende im Jahr 2011. Im Jahr 2008 konnte er seine zweite Meisterschaft gewinnen.

### Nationalmannschaft
Karim Bagheri wurde erstmals in der Qualifikation zur Weltmeisterschaft 1994 in das Team der iranischen Nationalmannschaft berufen. Sein Debüt gab Bagheri am 6. Juni 1993 in der Begegnung gegen Pakistan. Insgesamt spielte er in 80 Begegnungen für den Iran und erzielte dabei 47 Tore. 1998 nahm Bagheri an der Weltmeisterschaft 1998 in Frankreich teil und wurde 1997 mit 20 Treffern Zweiter in der Welttorjäger-Rangliste hinter Ronaldo.
2001 trat Bagheri aus der Nationalmannschaft nach der verpassten Qualifikation zur Weltmeisterschaft 2002 zurück und lehnte im Jahr 2006 eine Nachfrage seitens des Nationaltrainers (Branko Ivanković) nach einem Comeback ab. Bagheri kehrte 2008 in einem WM-Qualifikationsspiel in das iranische Team zurück.

## Erfolge, Ehrungen und Auszeichnungen

### Vereinstitel
- 1996/1997 Persepolis Teheran – Iranischer Meister
- 1996/1997 Persepolis Teheran – AFC Champions League – Dritter Platz
- 2005/2006 Persepolis Teheran – Iranischer Pokalfinalist (Hazfi Cup)
- 2007/2008 Persepolis Teheran – Iranischer Meister

### Iranische Fußballnationalmannschaft
- 1996 Asienmeisterschaft in den Vereinigten Arabischen Emiraten – Dritter Platz
- 1998 Fußball-Weltmeisterschaft in Frankreich – Vorrunde